# Concours international Arthur Grumiaux

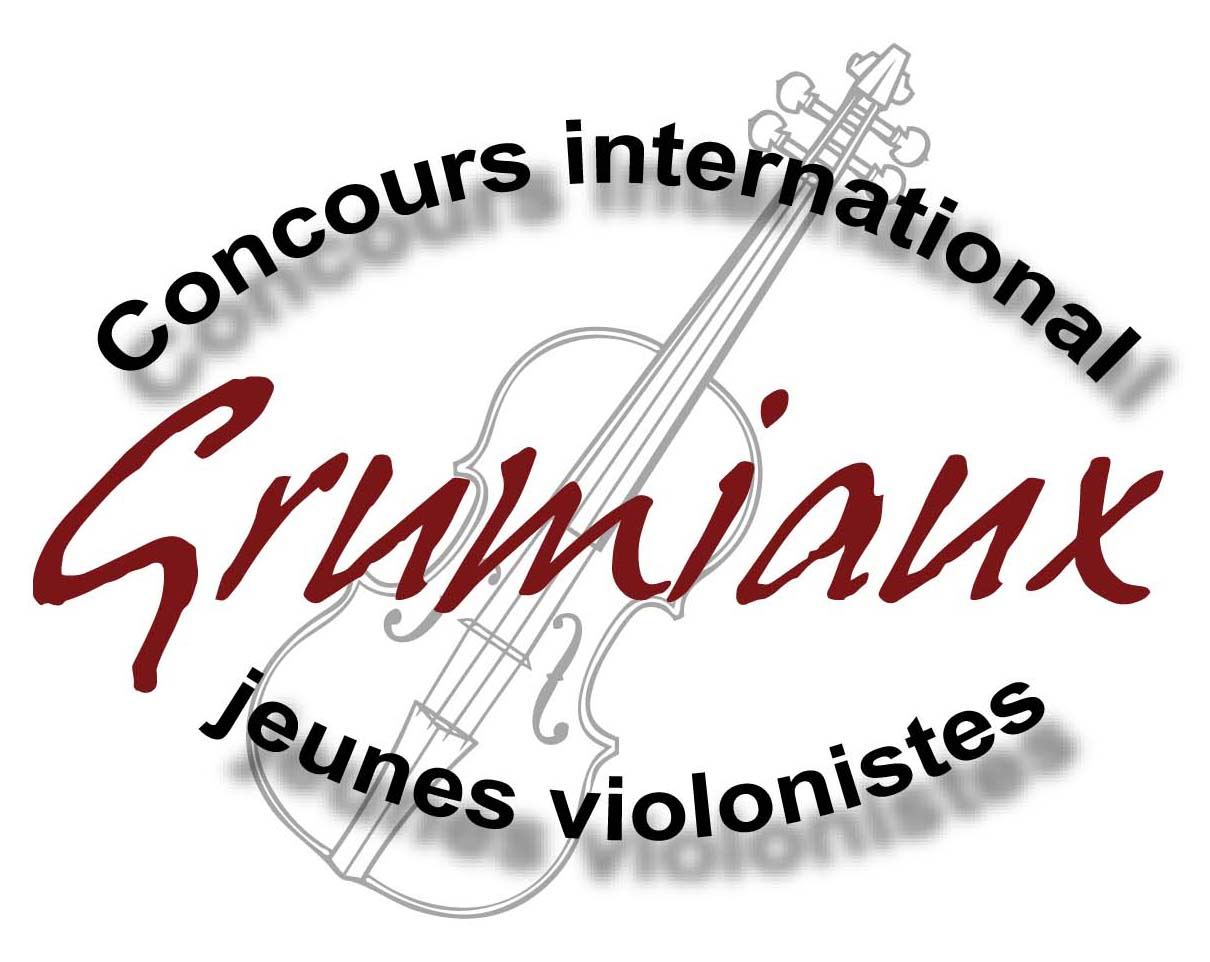
Logo de la compétition.

Le Concours international Arthur Grumiaux est un concours annuel pour jeunes violonistes créé à Namur en 2008 à la mémoire du violoniste belge Arthur Grumiaux.

## Histoire

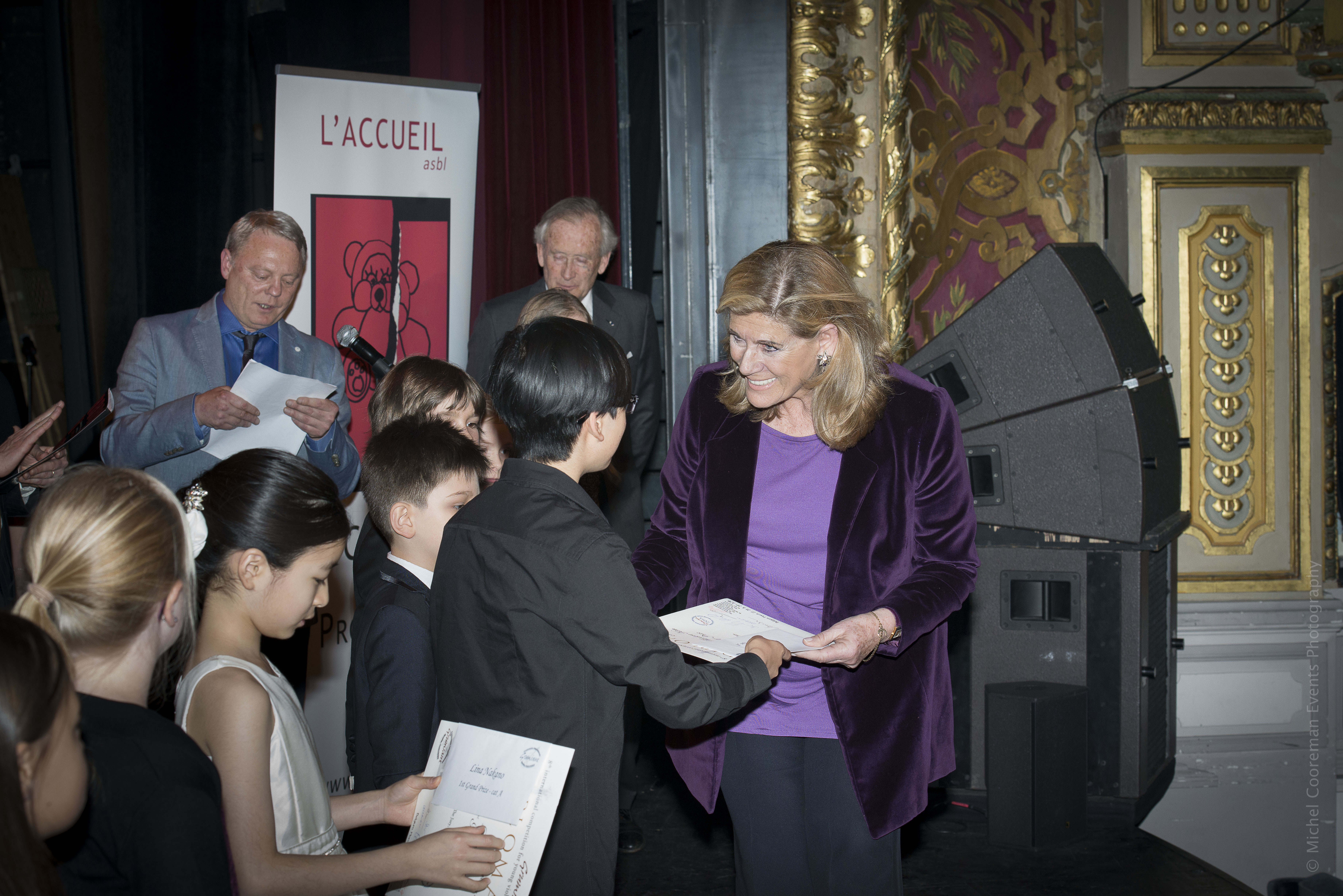
La princesse Léa de Belgique remet les récompenses aux lauréats de 2015.

Le Concours Grumiaux est un concours international de violon pour enfants et adolescents. Il a été créé en 2008 à l’initiative de monsieur Igor Tkatchouk, professeur à l’IMEP, violoniste et brillant pédagogue. Le temps d’un week-end, de très jeunes violonistes venus du monde entier (Japon, Singapour, Ukraine, Australie, Turquie, Italie, Russie…) se produisent devant un jury de renommée internationale.
Créé en 2008 sous l'appellation « Concours Bravo ! », le concours reçoit en 2015 le soutien de la fondation Baron Arthur Grumiaux et est alors renommé Concours international Arthur Grumiaux pour jeunes violonistes. La même année, la princesse Léa de Belgique remet les premiers prix des lauréats au théâtre de Namur.
La renommée du concours est internationale et comptait 27 nationalités différentes lors de l'édition 2016, certains candidats venant du Japon, de Corée et d'Australie.
L’objectif initial du concours est double : d’une part servir de tremplin à ces jeunes musiciens appelés à faire partie de l’élite musicale de demain, et d’autre part faire découvrir aux jeunes musiciens belges le niveau musical très élevé dès le plus jeune âge dans certains pays. Au fil du temps, d’autres objectifs se sont naturellement ajoutés pour préserver et développer le patrimoine musical belge : à travers sa dénomination qui rend hommage au Maître Grumiaux, à travers les œuvres imposées des épreuves éliminatoires qui sont toutes de compositeurs belges, ou encore à travers la commande d’œuvres contemporaines de jeunes compositeurs belges spécialement écrites pour le concours. L’année 2017 a marqué le 10e anniversaire du concours et à cette occasion, vu la notoriété croissante, et la complexité logistique pour les candidats de toutes nationalités de venir à Namur, le concours déménage à Bruxelles au Conservatoire Royal.
Depuis l'édition 2016, Musiq'3 soutient le projet et en devient partenaire officiel.

## Catégories
Le concours comprend quatre catégories :
- catégorie A : pour les candidats jusqu'à 10 ans ;
- catégorie B : pour les candidats entre 11 et 13 ans ;
- catégorie C : pour les candidats entre 14 et 17 ans ;
- catégorie D : pour les candidats entre 18 et 21 ans.

## Prix
| Année | 1er prix Cat A                                                                                     | 1er prix Cat B                                                     | 1er prix Cat C                                                               | 1er prix Cat D                                                 | Prix Spéciaux |
| ----- | -------------------------------------------------------------------------------------------------- | ------------------------------------------------------------------ | ---------------------------------------------------------------------------- | -------------------------------------------------------------- | --- |
| 2008  | Hongrie- Belgique : Csikos Anett                                                                   | Hongrie- Belgique : Csikos Vilmos                                  | Corée du Nord- Belgique : Lee Jae-Eun                                        | -                                                              | - |
| 2009  | Allemagne : Boschkor Lara Russie : Kuzmina Alexandra                                               | Belgique : Levy Maya                                               | Russie : Grauman Marina                                                      | Espagne : Managadze-Postnikova Nikolai                         | - |
| 2010  | Allemagne : Guo Linda                                                                              | Lituanie : Egorovs Andrels Russie : Martynov Fedor                 | -                                                                            | -                                                              | - |
| 2011  | Suède : Lozakovitj Daniel                                                                          | -                                                                  | Belgique : Willem Floris France : Decamps Sarah Azerbaïdjan : Seyidova Jeyla | -                                                              | - |
| 2012  | Suisse : von Albertini Emilia (Grand prix) France : Voisin Morgane                                 | Belgique : Csikos Anett                                            | France : Girard Grégoire                                                     | -                                                              | - |
| 2013  | Belgique : Alexandra Cooreman (Grand prix) Ukraine : Vasylieva Varvara Russie : Yushkovskaya Maria | Autriche : Julian Walder (Grand prix) Russie : Snezhana Pashchenko | Azerbaïdjan : Aytan Ibrahimova France : Suzanne Durand-Rivière               | République tchèque : Olga Šroubková Belgique : Maxime Michaluk | - |
| 2014  | Belgique : Pauline Van Der Rest (Grand prix) Ukraine : Matviy Blyumin Autriche : Darya List        | Autriche : Eva Lucia Schmölzer France : Hana Lucia Wakamatsu       | Autriche : Belle Chang-Yuan Ting                                             | Belgique : Quentin Debroeyer                                   | Autriche : Belle Chang-Yuan Ting (Meilleure interprétation d'une œuvre belge) Géorgie Anne Friederike Greune (Meilleure interprétation d'une œuvre belge) |
| 2015  | Japon : NAKANO Lina (Grand prix) Turquie : ÇATAKOĞLU Gökçe Belgique : KIM Theodore                 | Autriche : KARLS Lorenz France : FAULISI Luka                      | Italie : CARDAROPOLI Gennaro                                                 | Roumanie : RIMBU Remus                                         | Pays-Bas : Spruit Charlotte (Meilleure interprétation d'une œuvre belge) Mongolie : Lut Bilegtugs (Prix Dora Schwarzberg)                                 |
| 2016  | Turquie : Bade Daştan                                                                              | Biélorussie : Aliaksandra Arbuzava Serbie : Veronika Mona Bogic    | Japon : Emiri Kobayashi Turquie : Ilgin Top                                  | Japon : Yurina Arai                                            | Japon : Emiri Kobayashi (Meilleure interprétation d'une œuvre belge) Israël : Avraham Tirfe (Encouragement) Syrie : Bilal Alnemr (Prix Dora Schwarzberg)  |
| 2017  | Japon : Fiona Khuong-Huu                                                                           | Japon : Ryota Nakamura Singapour : Yunci Kaelyn Soh                | Ukraine : Georgii Moroz Hongrie : Pal Laszlo Szomora                         | -                                                              | Belgique : Victorine Meurice (Jeune espoir) Ukraine : Georgii Moroz (Meilleure interprétation d'une œuvre belge)                                          |
| 2018  | Corée du Sud : EunSeo Cho Corée du Sud : SungWoo Lee Bulgarie : Viktor Vasiliev                    | Allemagne : Leonard Toschev Belgique : Pauline Van Der Rest        | Danemark : Michael Germer                                                    | France : Emma Gibout                                           | Danemark : Michael Germer (Prix du jury) États-Unis : Ariel Horowitz (Meilleure interprétation d'une œuvre belge)                                         |
| 2019  | Japon : Himari Yoshimura (Grand prix) Viêt Nam : Nguyen Le Nguyen Bulgarie- Japon : Kai Gergov     | États-Unis- Roumanie : Bianca Ciubancan Turquie Naz Irem Turkmen   | Japon : Kyota Kakiuchi                                                       | Japon : Ayaka Uchio                                            | Suisse : Samuel Hirsch (Meilleure interprétation d'une œuvre belge)                                                                                       |

## Jury
Jury du concours 2019
1. Igor Tkatchouk - Belgique - président du jury
2. Dora Schwarzberg (ru) - Autriche
3. Shirly Laub – Belgique
4. George Tudorache - Belgique
5. Tetiana Zolozova - France
6. Muhammedjan Turdiev - Turquie
7. Roman Fedchuk - République tchèque

Membres de jurys antérieurs
1. Alexei Moshkov – Belgique (2012)
2. Anna Sundin – Suède (2013, 2014, 2015)
3. Anne Léonardo – Belgique (2009)
4. Dora Schwarzberg – Autriche (2013 à 2019)
5. Guido Jardon - Belgique (2008 à 2012)
6. Jean-Frédéric Molard – Belgique (2010, 2011)
7. Luba Aroutiounian – Belgique (2008)
8. Michel Poskin – Belgique (2009)
9. Muhammedjan Turdiev – Turquie (2014 à 2019)
10. Nina Nazymova – France (2013)
11. Philippe Descamps – Belgique (2011, 2012, 2013)
12. Philippe Koch - Belgique (2018)
13. Roman Fedchuk – Rép. Tchèque (2009 à 2019)
14. Saveliy Shalman – Russie (2009)
15. Shirly Laub – Belgique (2010, 2012, 2016, 2017, 2019)
16. Tatiana Samouil – Belgique (2008, 2012, 2013)
17. Tetiana Zolozova – France (2013 à 2019)
18. Ulysse Waterlot – Belgique (2010)
19. Valery Oistrakh – Belgique (2011)
20. Yossif Ivanov - Belgique (2018)
21. Igor Tkatchouk – Belgique (président du jury 2008 à 2019)